# Alejandro Rodrigo
Alejandro Rodrigo (León, España) es un empresario, fisioculturista, luchador, profesor de gimnasia, karate, yudo y aikido, nutricionista, editor de revistas (Atleta para hombres y Juventud y Belleza para mujeres, ambas de fisoculturismo y gimnasia) siendo él editor y director de las mismas, empresario y actor español que vive desde los 10 años y medio en Buenos Aires, Argentina salvo 10 años viviendo en Europa y logrando en ese tiempo ser también el campeón de Europa además de campeón mundial.

## Logros personales
Fue campeón mundial de lucha libre profesional al haberle ganado a Hulk Hogan el 26 de diciembre de 1982 en Caracas, Venezuela en el Campeonato del Mundo de Lucha Libre Profesional, en el mismo campeonato los años 1987 ganándole a Laurence Tureaud más conocido como Mr. T alias Mario Baracus en la serie Brigada A, en el 1992 al Leñador Canadiense y en el 1997 saliendo también victorioso contra Graham Hill superstar, y en el 2002 a Jack Brisco. Y a la Roca. Siendo fisicoculturista, campeón del mundo en potencia, con brazos de 54 cm y récords mundiales de press de banca con 227,5kilos, sentadillas:280k y en despegue o peso muerto: 330k los cuales aún actualmente siguen siendo récords cuando competía desde el año 1967 al 1973 (sin la utilización de anabólicos a diferencia del uso que se le da en el presente) en categoría pesado con un peso, en aquel momento, de 105 kilos. También se puede incluir como un detalle importante que a los 16 años y medio, siendo de categoría juvenil, medio pesado con 82,5 kilos logró todos los récords mundiales de los ejercicios (press de banca, despegue, sentadillas, press de hombros/levantamiento de hombros: 130k y flexión de brazos:105k) que se realizaban en esos años siendo estos además de récords de categoría juveniles también de las categorías superiores, es decir, venciendo a las categorías de pesados y super pesados.
Como empresario además de haber sido dueño, administrador y profesor de 4 gimnasios, entre otras cosas, contrató a Lou Ferrigno, más conocido como El Increíble Hulk, quien fue llevado al programa de Mirtha Legrand, a una exhibición en la Rural y a la Ciudad de Rosario. También contrató a Robby Robinson, campeón mundial fisicoculturista, Míster América, Mr. Universo y competidor en el Míster Olimpia junto con Arnold Schwarzenegger, Frank Zane, Mike Mentzer entre otros, presentados en los Míster Argentina, organizados por UAFA (Unión Argentina de Fisicoculturistas Amateur) realizando su exhibición en el Teatro Blanca Podesta y el programa de Pancho Ibáñez de Canal 11, los deportivos Estadio visión.
Personificó a Míster Moto en  Titanes en el Ring.

## Juventud
Empezó a hacer lucha amateur grecorromana y libre desde los 6 años en Palma de Mallorca, España continuando a partir de los 11 años, en Argentina, representando al Club GEBA (Gimnasia y esgrima de Buenos Aires) habiendo ganado más de 180 peleas terminando su carrera como amateur sin haber perdido o empatado alguna, es decir, invicto tanto amateur como así también profesionalmente.
Presenta 18 torneos de Karate DO ganados, cuatro de AIKIDO, con más de 80 luchas ganadas en Yudo.
Dentro de lo deportivo, fue también jugador de fútbol hasta la 4.ª división del Club Atlético River Plate con compañeros como Oscar Mas, J.J López, Alonso, entre otros, pasando después al Club Deportivo Español cuando este equipo había ascendido a la 1.ª división del fútbol argentino por primera vez, y como este club había vendido a varios de sus jugadores grandes, como Veglio, Bagñera, Pazos, el director técnico Carmelo Faraone, en lugar de poner en primera al que había sido suplente, o el de reserva y tercera, le dio la oportunidad a una nueva figura, siendo así, Alejandro Rodríguez titular. Y aunque su deseo era seguir jugando en el Club Atlético River Plate ya que en un entrenamiento en la cancha auxiliar se acercó su ídolo y gran arquero Amadeo Carrizo, considerado el mejor arquero del mundo junto con el ruso Yasin, y al terminar el entrenamiento le cacheteó la cabeza diciéndole: "Muy bien pibe, muy bien, vos vas a ser mi sucesor" Quedando anonadado, feliz y orgulloso de quien se lo había dicho, pero lamentablemente, su idea era seguir en River, pero en aquella época los equipos grandes, como River y Boca, cuando necesitaban jugadores era como en la actualidad Europa, y compraban jugadores extranjeros, en esos momentos entre ellos, River había comprado a Delen y Moacir de Brasil, Matosas y Cubillas de Uruguay, entre otros. Entonces el director técnico de las inferiores, Peuchelle le aconsejó que sería muy difícil llegar a primera en River y que él mismo tenía conocimiento de los directores técnicos y entonadores del deportivo español y el italiano, dándole a elegir y que él le iba a dar una tarjeta recomendándolo para probarlo. Y así fue como Alejandro Rodríguez al ser de nacionalidad española, prefirió el deportivo español donde le hicieron dos pruebas en distintos días y decidieron contratarlo siendo así su debut en fútbol en primera división contra el club de Chacarita Jr. que en esos momentos estaba también en primera división.
Cabe destacar que a los 15 años en el campeonato intercolegial argentino ganó en fútbol, representando al colegio ENT N.° 7, el premio a la valla menos vencida y el tercer puesto al mejor jugador de todo el campeonato siendo arquero. En el mencionado campeonato también ganó el Decatlón completo (jabalina, bala, disco, carrera 100 m, salto en largo, 100 m con valla, salto en alto, etc.).
Otros deportes en los cuales se destacó fueron en: Bowling, representando al centro Lucense, habiendo ganado el Campeonato Argentino de Palos Grandes del año 1964; y representando al mismo club en la primera de paleta frontón, siendo ganador de alrededor de 65 partidos y perdidos 15, como así también en el mismo club lo representaba como jugador de básquet jugando en la primera de dicho club destacando que el centro Lucense no jugaba en la primera división, como River, Estudiantes, Boca, etc. sino que estaba en 3.ª División.

## Inicios en la lucha y éxitos en la carrera

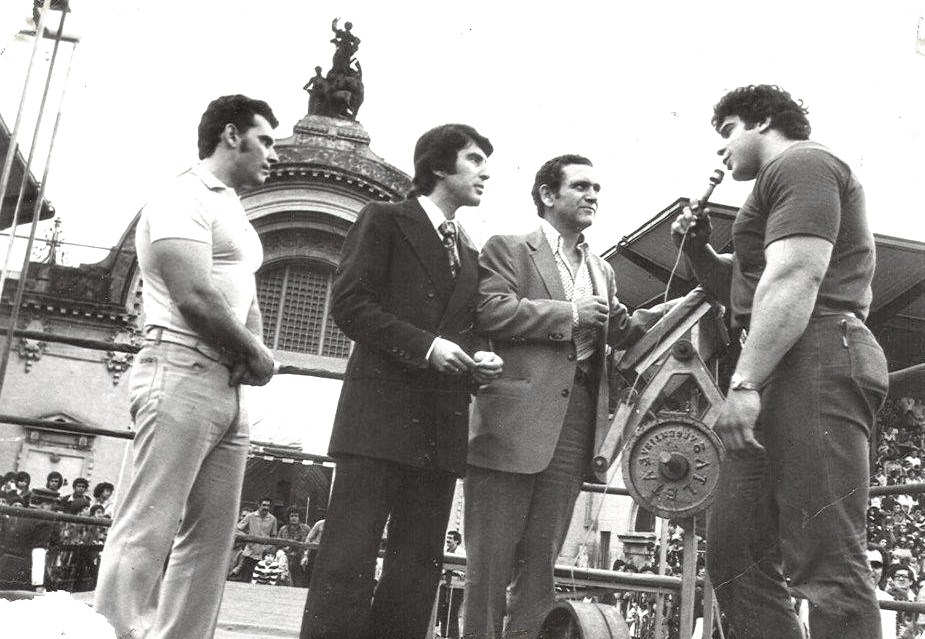
Lou Ferrigno al ser contratado por Alejandro Rodrigo.

Después de jugar en el fútbol en la primera división del deportivo español por ocho meses, termina dejando no por gusto propio sino por estudios en la escuela industrial E.N.T. N 7 en Retiro, ya que al tener que asistir tanto a la mañana como a la tarde a las clases e iba a las prácticas de fútbol a escondidas de sus padres, finalmente se enteraron y lo obligaron a seguir estudiando por lo que tuvo que abandonar el fútbol y continuó estudiando hasta recibirse en electrotecnia y haciendo dos años de ingeniería. Y la intención era seguir la carrera para ingeniero pero como otro de sus deportes favoritos era la lucha, estando él en esos momentos como profesor de lucha, entre otros, en club GEBA central (cerrito y 9 de julio) en un torneo internacional amistoso que se hizo, el representante de Estados Unidos le habló para contratarlo por seis meses para ir a ese país donde después de discutir con sus padres para continuar con ingeniería, terminó por decidir ir a luchar a Estados Unidos.
Durante esos seis meses es USA, se luchaba viernes, sábados y domingos, donde hacer lucha libre profesional primero lo hacen como invicto ganando todas las luchas por diferentes estados, entre ellos, Oklahoma, San Francisco, Santa Mónica, Los Ángeles, Dallas, etc. para luego llegar a pelear contra el campeón mundial, en esos momentos Graham Hill Super Star donde, por contrato, se tiene que perder contra el campeón. El personaje con el que lo hicieron luchar a Alejandro Rodrigo era "El Apollo de Sevilla". Después de los 6 meses en USA regresó a Argentina y comenzando a luchar en la empresa de Martín Karadagián en Titanes en el Ring.
Alejandro Rodrigo participó en la troupe de Martín Karadagián a partir del año 67 protagonizando los personajes el Vasco Uzkudum, Frankenstein, Espartaco, el Verdugo, Dr. Karate, Dr. Karate 2 y suplente de la Momia representada en esos momentos por el luchador Ivan Kowasky, donde su característica principal no era el golpe en la espalda baja o riñones, como fue desde el año 1982 en adelante, ni renguear sino que su punto débil era que si caía de espaldas no podía girar ni darse vuelta, ni volver a levantarse al haber caído con las dos piernas rígidas de espaldas. En la idea de Karadagian de este punto débil, solamente el luchador Ivan Kowasky era el único que podía caer hacia atrás totalmente rígido o derecho todo el cuerpo ya que se quedaba uno sin aire al golpear con el piso, y así también Alejandro Rodrigo podía realizarlo ya que eran los dos únicos luchadores que se atrevían a caer de esa manera cuando nadie, ni sobre un colchón se pueden tirar rígidos para atrás, de ahí que era su suplente.
Sus primeros personajes, es decir, los nombrados anteriormente fueron enmascarados por decisión de Karadagian porque en esa época los luchadores o bien no había que tuvieran caras de "pibes jóvenes", todos eran de mínimos 28 años en adelante, diciéndole Karadagian "pibe, tenés un cuerpo como casi nunca vi para luchador, me recuerda a Bruno Sanmartino, que fue campeón mundial en USA por más de 20 años pero tu carita de nene no va para la troupe". 
Y en los 70 personificando al Vasco Guipúzcoa o el Vasco de la Vaca porque Karadagian estaba en tratativas con Karsdof, dueño de la leche Tres Niñas, que venía en un envase triángulo donde iba a ir impreso en foto el vasco levantando a otro luchador pesado, dada que ésta era la característica (en la cual caminaba por todo el ring y finalmente lo tiraba de una esquina a la otra) y con la frase debajo de la foto: "tome leche Las tres niñas y tendrá la fuerza del vasco". Por esto salió sus primeras cuatro apariciones en TV y en el luna park, en el cual también debutó ese mismo día con él, el personaje de Yolanka, que era un yogur de la misma firma. Y como ya Martin había pedido mucho dinero por ese personaje, después de muchas reuniones para intentar llegar a un acuerdo y firmar el contrato, Karsdof no le aceptó la cantidad pedida por ser demasiado grande. Por lo que finalmente, el Vasco Guipúzcoa continuó su personaje pero sin la vaca.
La casusa por la cual la empresa quería contratarlo al Vasco para su logo de la marca: tome leche tres niñas y tendrá la fuerza del vasco era porque la característica para ganar del vasco era levantar a los luchadores habiendo ya levantado de menor a mayor a Il Versaglieri con 98 kg, después al Mercenario Joe con 104 kg, otros más, hasta llegar a levantar al Coreano Sun que pesaba 135 kg, el Vikingo con 147 kg, Ararat con 158 kg y terminando con Sancho Panza con un peso de 172 kg. cosa ésta del único luchador en el mundo capaz de levantar un "peso muerto" de esa cantidad de kilos ya que en toda la historia, inclusive ahora actualmente, el luchador que ha levantado a brazos totalmente extendidos ha sido entre 110, 112, o 115 kg máximo.
Sobre esto último una historia anecdótica es que con el personaje que realizaba del Vasco Guipúzcoa se creían que eran levantados con un hilo y no que fuera real ya que siempre le preguntaban porque no podían creer que alguien pudiese levantar tantos kilos inclusive después de haber realizado ya la lucha, cansado, y con Míster Moto si sus brazos eran de mentira le preguntaban ya que pensaban que su tamaño de 54 cm de diámetro era ficticio en lugar de real preguntándole si era como maquillaban a Lou Ferrigno de la serie del Increíble Hulk (cuando lo veían con campera, etc).
En 1972 peleó en el Luna Park, canal 13, estadios de fútbol en todo el país y otros países como Paraguay Uruguay, Perú, Chile, etc. Y en 1973 participó del film  Titanes en el Ring dirigida por Leo Fleider.  
Además de los personajes anteriores en la troupe de Karadagian también actuó con otros personajes, como por ejemplo: en canal 2 en la troupe del Sr. Pedernera en el año 1977 actuando de Hércules y en la troupe del Señor Tobías, exárbitro de Titanes en el Ring de Karadagian, con su propia troupe Colosos de la Lucha, haciendo el personaje de la pantera negra, en realidad prácticamente una copia del personaje que tenía la contra de Tobías, es decir, Titanes, el personaje el Leopardo. Y con cara descubierta, en esa misma troupe, el Español Gonzalito. 
Rodrigo personificó a Mr. Moto,  en la temporada de 1982 de Titanes en el Ring que se emitía por Canal 11. Míster Moto hacia su entrada al ring en una poderosa moto Honda 750, ocasiones en una 900, y con una Honda GOLDWIN INC 1000, todas de su pertenencia. El éxito del personaje fue tal que en noviembre de 1982 para competir en su primer campeonato mundial, Rodrigo abandona Titanes y tras la victoria es contratado para realizar su propia troupe en el ex ATC, actual canal 7 y así estelarizar el programa Los colosos de la lucha a partir de 1983, donde todos los personajes fueron creación de él.

## Carrera posterior
Debido a su éxito como luchador, también participó en varias telenovelas argentinas como actor principal como invitado especial, entre ellas:
- La "Viuda blanca" junto la actriz española e internacional, Carmen Sevilla y a Gerardo Romano (actor).
- Duro como la roca, frágil como el cristal junto a Pablo Alarcón
- El camionero y la dama con Germán Kraus y Noemí Alan
- Como la hiedra junto a Luisa Kuliok y el actor internacional mexicano Salvador Pineda
- División Homicidios junto a actores como José Slavin como así también Ignacio Quirós.
- El unitario El Atajo, del famoso escritor Adolfo Bioy Casares junto al actor Osvaldo Terranova

Como así también en otras con Cristina Alberó, etc.
Hizo una participación especial en la película Tango feroz: la leyenda de Tanguito
- Sábados de la bondad, Finalísima con Leonardo Simons en canal 9, entre otros.

También hizo algunas presentaciones en televisión en los programas AM o Pura Química.